# 皮卡第博物馆

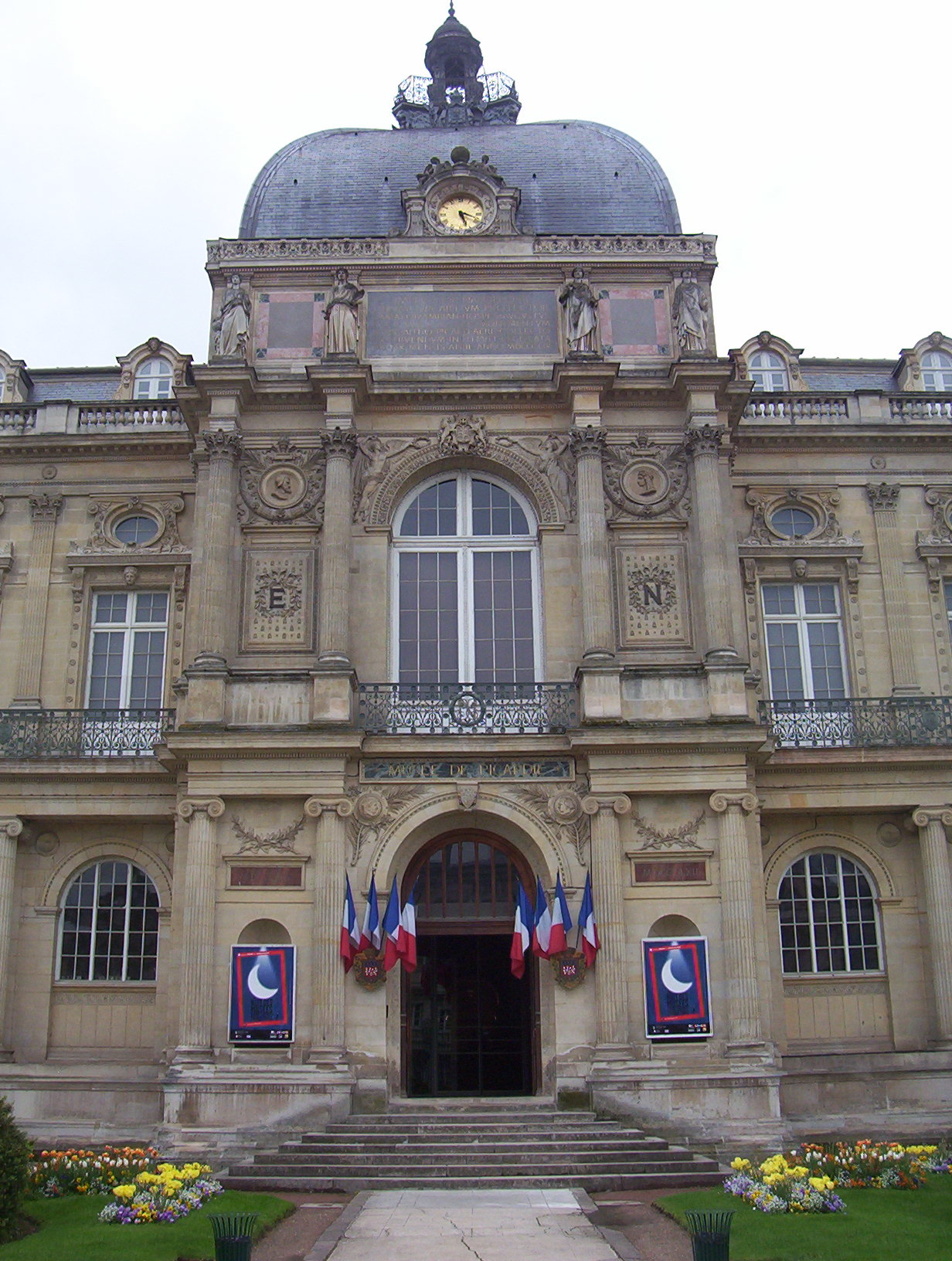
皮卡第博物馆的第二帝国风格立面

皮卡第博物馆（Musée de Picardie）是法国皮卡第大区和亚眠市的主要博物馆，位于共和街48号。其藏品从史前直到19世纪，是法国最大的地区博物馆之一。
该博物馆成立于1802年（亚眠条约签订的年份），原名拿破仑博物馆（musée Napoléon）。博物馆建筑是法国最早的地区博物馆之一，建于1855-1867年，第二帝国风格，由建筑师Henri Parent和Arthur-Stanislas Diet设计。

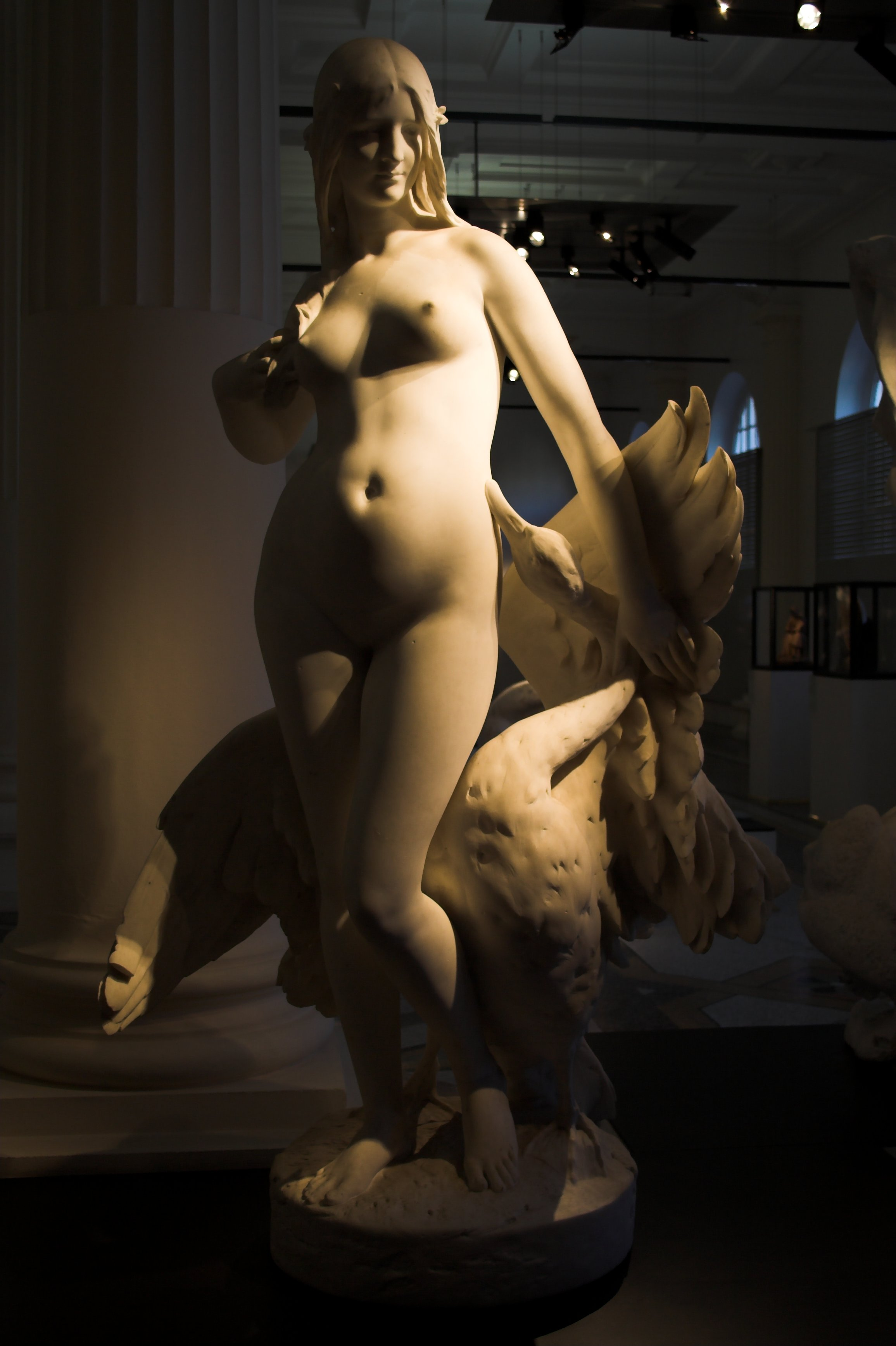
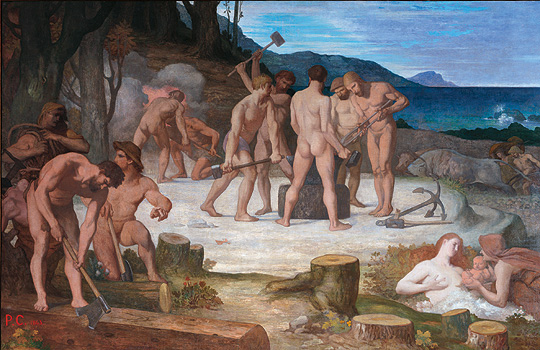
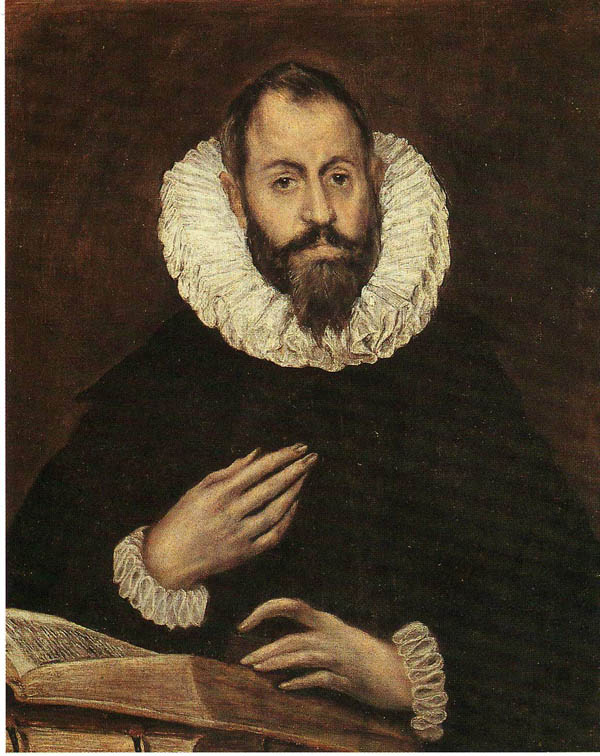
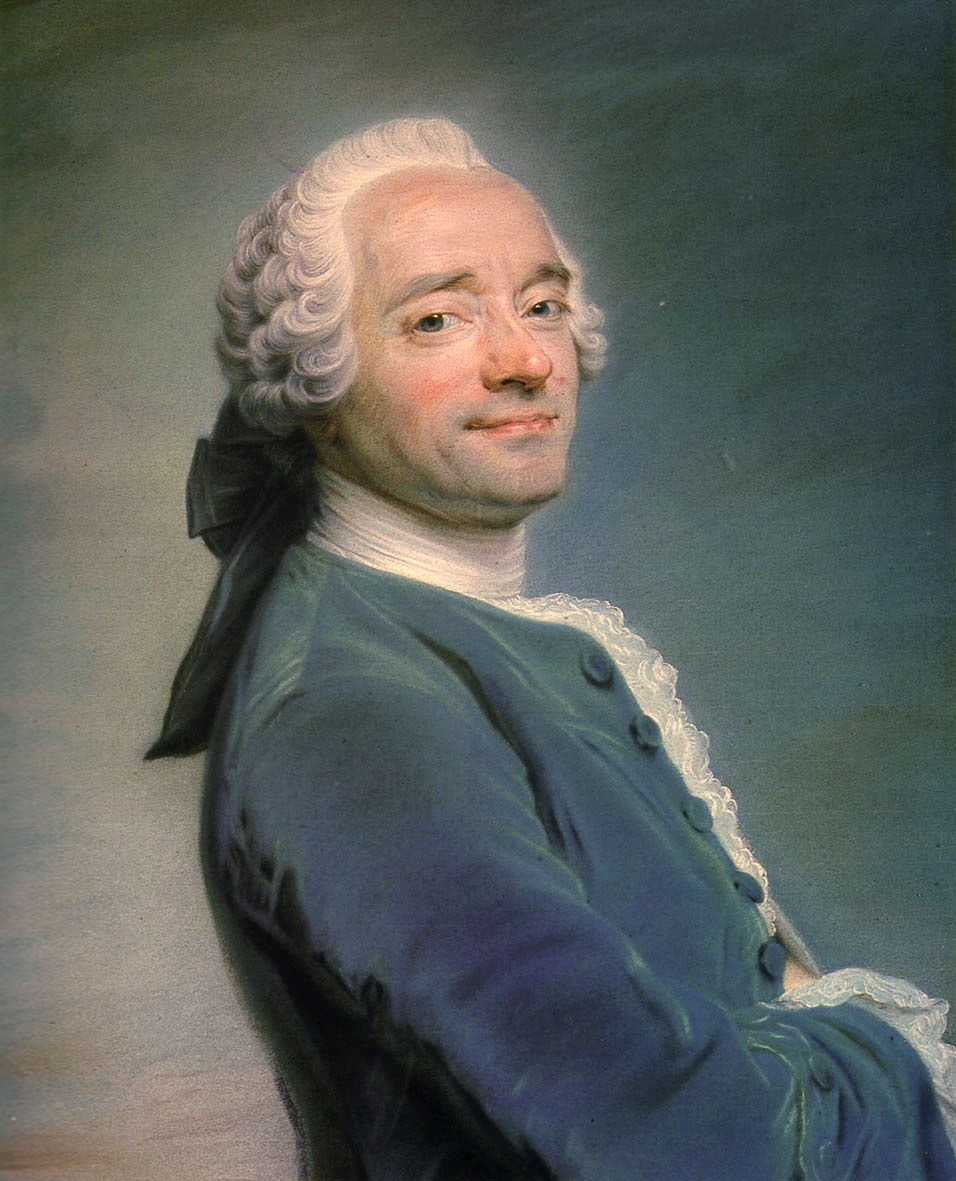
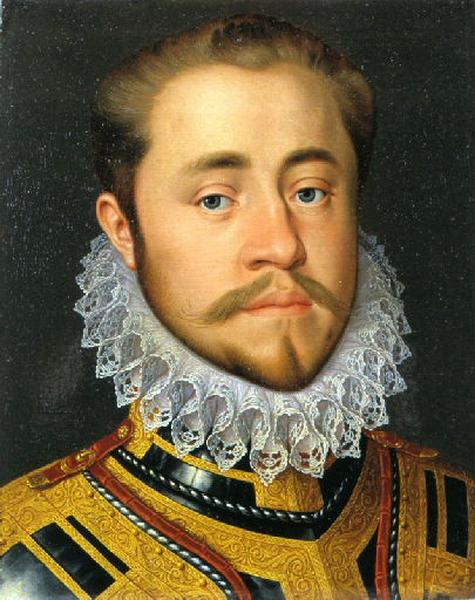